# Гусейнов, Вусал Афган оглы
Вусал Афга́н оглы́ Гусе́йнов (азер. Vüsal Əfqan oğlu Hüseynov, род. 12 января 1980, Баку) — азербайджанский политический и государственный деятель руководитель Государственной миграционной службы Азербайджана (с 2018 года).

## Биография
Родился 12 января 1980 года в городе Баку. С 1986 по 1997 год учился в средней школе № 276 Бинагадинского района города Баку.
В 2001 году окончил Азербайджанский государственный экономический университет. С сентября 2001 по июнь 2002 года посещал интенсивный курс по экономике окружающей среды в Академии Истрополитана Нова в Братиславе, Словакия.
В 2002—2003 годах служил в Вооружённых Силах Азербайджанской Республики.
В 2005 году окончил тот же университет по специальности Международные экономические отношения и получил степень магистра. В 2007 году Вусал Гусейнов принял участие в 6-недельной программе Джона Смита по лидерству и менеджменту в Эдинбурге и Лондоне. В 2012 году окончил юридический факультет Бакинского государственного университета.
В 2010 году был принят на магистерскую программу Школы государственного управления им. Джона Ф. Кеннеди Гарвардского университета и в 2011 году получил степень магистра по государственному управлению.

### Трудовая деятельность
В 2005 году Вусал Гусейнов начал работать консультантом в секретариате Комиссии по борьбе с коррупцией Азербайджанской Республики. Он также исполнял обязанности секретаря рабочей группы по совершенствованию законодательства. В его обязанности входило сотрудничество с государственными органами, занимающимися антикоррупционной деятельностью, координация отношений со СМИ и институтами гражданского общества и международными партнёрами. В период с 2008 по 2010 год Вусал Гусейнов оценивал все заявки на гранты в области управления и борьбы с коррупцией в качестве эксперта Совета государственной поддержки неправительственных организаций при президенте Азербайджанской Республики. Участвовал в подготовке отчётов по оценке и мониторингу в рамках Национальной стратегии по борьбе с коррупцией.
В 2011—2012 годах занимал должности советника и главного советника в секторе «Вопросы миграции и гражданства» Отдела по работе с правоохранительными органами администрации президента Азербайджанской Республики. В 2013 году назначен секретарём Комиссии Азербайджанской Республики по борьбе с коррупцией и главным советником в Отделе по работе с правоохранительными органами администрации президента Азербайджанской Республики. В 2015 году избран депутатом Милли Меджлиса Азербайджанской Республики пятого созыва от Уджарского избирательного округа номер 91. С 14 апреля 2017 года также является председателем рабочей группы по межпарламентским связям Азербайджан-Джибути.

#### Педагогическая деятельность
С 2005 по 2010 год занимался преподавательской деятельностью в Азербайджанском государственном экономическом университете. Он читал лекции на курсах международной экономики. Также в 2008 году читал лекции по курсу «Введение в экономику» юридического факультета Университета Хазар.

#### Национальный совет
20 апреля 2016 года назначен членом Наблюдательного совета Центра анализа экономических реформ и коммуникаций. 23 апреля 2018 года назначен руководителем Государственной миграционной службы Азербайджанской Республики.

#### Международная деятельность
Вусал Гусейнов является заместителем председателя азербайджанской делегации в Парламентской ассамблее Совета Европы (ПАСЕ) и членом группы Европейской народной партии (ЕНП). Также он полноправный член комитета по правовым вопросам и правам человека, а также член подкомитетов по преступности и терроризму. В 2018 году он был избран заместителем председателя Комитета Парламентской Ассамблеи Совета Европы по юридическим вопросам и правам человека и членом Комитета по выборам судей сроком на два года.

### Семейное положение
Женат, имеет двоих детей.

### Награды и звания
- 2019 — присвоено высшее специальное звание государственного советника миграционной службы III класса.
- 2021 — присвоено высшее специальное звание государственного советника миграционной службы II класса.